# Acanthochalcis
Acanthochalcis is een geslacht van vliesvleugeligen uit de familie bronswespen (Chalcididae). De wetenschappelijke naam van dit geslacht is voor het eerst geldig gepubliceerd in 1884 door Cameron.

## Soorten
Het geslacht Acanthochalcis omvat de volgende soorten:
- Acanthochalcis gigas Steffan, 1951
- Acanthochalcis nigricans Cameron, 1884
- Acanthochalcis unispinosa Girault, 1917